# Air India Express
Az Air India Express egy indiai diszkont légitársaság, amelynek székhelye  Koccsiban található. A vállalatot az Air India Express Limited üzemelteti, amely az Air India százszázalékos tulajdonú leányvállalata. Hetente mintegy 649 járatot üzemeltet 33 célállomásra, többek között a Közel-Keletre és Délkelet-Ázsiába. A légitársaság évente mintegy 4,3 millió utast szállít 280 város között. A légitársaság központjai többek között Trivandrum, Karipur, Mangalor, Kannúr és Tiruccsirápalli.

## Története
Az Air India Express 2005. április 29-én jött létre, amikor három járatot indított, amelyek egyszerre indultak Tiruvanántapuramból, Koccsiból és Kozsíkodéból. A légitársaságot diszkont légitársaságként hozták létre azzal a céllal, hogy kényelmes összeköttetést biztosítson rövid távú nemzetközi útvonalakkal a Közel-Keleten és a Délkelet-Ázsiában élő indiai közösségek számára. Az Air India Express az Air India válasza volt a fapados légitársaságok világszerte és a régióban növekvő népszerűségére.
2012 decemberében az Air India jóváhagyta azt a javaslatot, hogy 2013 januárjában Koccsiba költöztessék az Air India Express központját.
2021. október 8-án az Air Indiát, az Air India Express-t és az AISATS földi kiszolgáló vállalat 50 százalékát eladták 2,5 milliárd dollárért a Talace Privately Limitednek.

## Célállomások
Az Air India Express nemzetközi járatokat kínál India kisebb városaiból a közel-keleti és a délkelet-ázsiai országokba. A légitársaság 2019 májusában 33 célállomásra repül, elsődleges bázisa a Koccsi nemzetközi repülőtéren található.
Belföldön a légitársaság Kerala, Delhi, Ándhra Prades, Tamilnádu és Mahárástra államokat szolgálja ki. Külföldön a légitársaság elsősorban a Közel-Keletet és Szingapúrt szolgálja ki.

## Flotta

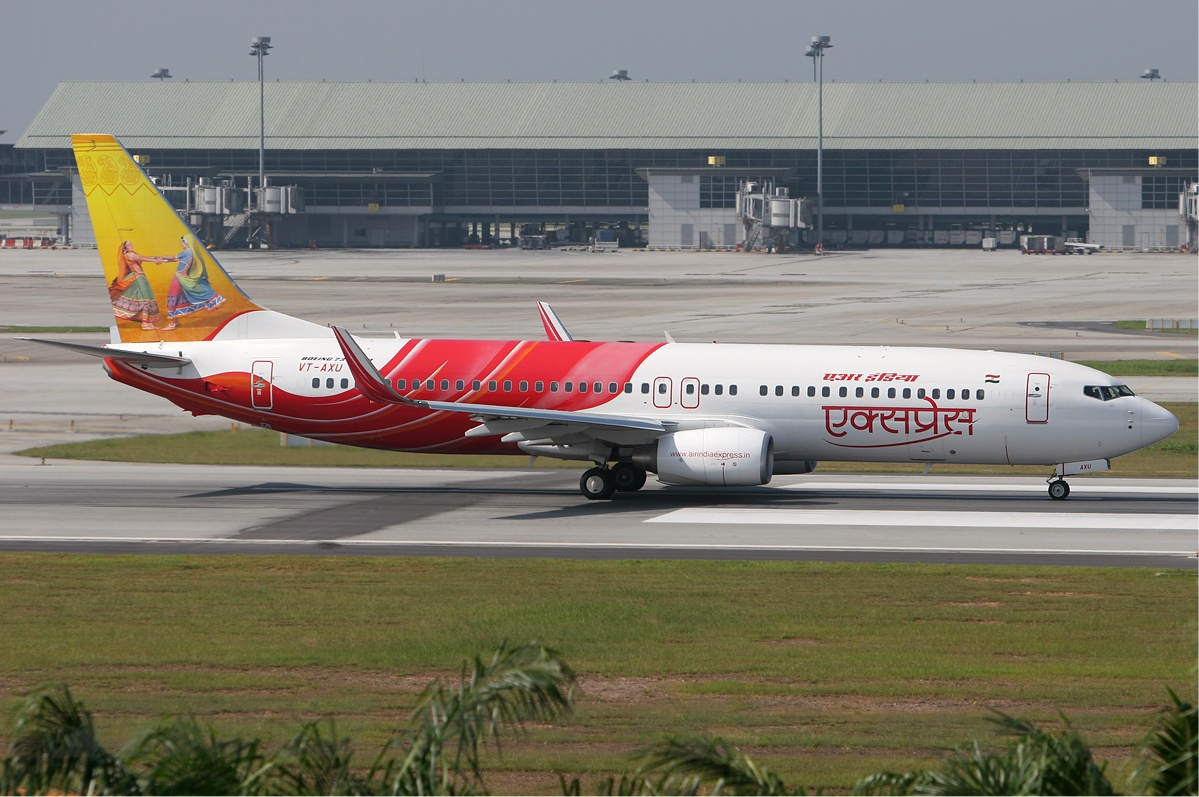
Egy Air India Express Boeing 737-800-as

2022 januárjában az Air India Express flottája a következő repülőgépekből áll:

## Balesetek
- 2010. május 22-én az Air India Express 812-es járata, a VT-AXV lajstromú Boeing 737-800-as repülőgép, amely Dubajból tartott Mangalorba, a Mangalori nemzetközi repülőtéren túl későn landolt, és alig maradt ideje a pilótáknak lelassítania a kifutópályán. Ennek következtében a gép túlfutott a 24-es kifutópályán és a repülő jobb szárnya nekicsapódott a radar épületébe, ami miatt az letört. Ezután a repülőgép tovább csúszott és a repülőtéri kerítést áttörve lezuhant a sziklaszirtről, amin a repülőtér található, és kettétörve kigyulladt. A fedélzeten tartózkodó 166 főből 152 utas és mind a hat személyzeti tag az életét vesztette. Csak nyolc túlélője volt a szerencsétlenségnek. Ez India harmadik legsúlyosabb légikatasztrófája.[11][12][13][14][15]
- 2012. július 9-én az Air India Express egyik Boeing 737-800-as repülőgépe a Karipuri repülőtéren heves esőzés közben megcsúszott a kifutópályán leszállás közben. A repülőgép futóműve a kifutópálya jelzőfényeinek ütközött, és összetörte azokat. A fedélzeten nem voltak sérültek.
- 2017. szeptember 5-én az Air India Express VT-AYB lajstromú Boeing 737-800-as típusú repülőgépe gurulás közben megsérült a Koccsi nemzetközi repülőtéren, miután egy esővízelvezető csatornába belement. A repülőgép orrfutóműve, főfutóművei és mindkét hajtóműve megsérült.[16]
- 2018. október 12-én az Air India Express 611-es járata, a VT-AYD lajstromú Boeing 737-800-as repülőgép vezérsíkja nekiütközött a radarépület antennájának és a repülőtért határoló falnak a Tiruccsirápalli-i nemzetközi repülőtéren. Ez súlyos szerkezeti károkhoz vezetett a futóműveken, a vezérsíkon és a hajtóművek borításán. A személyzet ennek ellenére folytatta a utat Dubaj felé. A vállalat operatív csapata arra kérte a pilótákat, hogy térjenek vissza Mumbaiba. A gép eseménytelenül landolt, és jelentős költséggel, de megjavították.[17]
- 2020. augusztus 7-én az Air India Express 1344-es járata, a VT-AXH lajstromú Boeing 737-800-as repülőgépe a heves esőzés miatt megcsúszott a kifutópályán és egy völgybe zuhant ahol három részre tört, miután túlfutott a Karipuri repülőtér 28-as kifutópályáján. A fedélzeten tartózkodó 190 személyből 20 fő elhunyt és további 112 fő megsérült.[18][19][20]

## Fordítás
Ez a szócikk részben vagy egészben  az   Air India Express című angol Wikipédia-szócikk ezen változatának fordításán alapul.  Az eredeti cikk szerkesztőit annak laptörténete sorolja fel. Ez a jelzés csupán a megfogalmazás eredetét és a szerzői jogokat jelzi, nem szolgál a cikkben szereplő információk forrásmegjelöléseként.